# Julius Pock

Julius Pock (Bildmitte) im Kreis seiner Wilden Bande im Jahr 1894

Julius Pock (* 1840 in Pressburg; † 3. Februar 1911 in Innsbruck) war ein österreichischer Alpinist.

## Leben
Julius Pock wurde 1840 als Sohn ungarndeutscher Eltern in Pressburg, dem heutigen Bratislava, geboren. Ab 1866 lebte er in Innsbruck, wo er im Stadtteil Hötting eine Uhrmacherwerkstatt betrieb. Ab 1874 war er Mitglied der Sektion Innsbruck des Österreichischen Alpenvereins und machte sich besonders um den Weg- und Hüttenbau sowie das Bergrettungswesen verdient. Am 20. Oktober 1878 gründete er mit vier Kameraden am Stempeljoch bei Innsbruck die Alpine Gesellschaft „Wilde Bande“, die Pionierarbeit bei der Erschließung des Karwendels und der Stubaier Alpen leistete. Pock selbst, als „Spitz“ bekannt, leistete dazu als jahrelanger Vorsitzender wichtige Beiträge durch zahlreiche Erstbesteigungen. Insbesondere war er im Karwendel und im Bereich des Sellraintals in den Stubaier Alpen tätig, wo er sich auch sehr für die arme lokale Bevölkerung einsetzte. 1892 wurde auf seine Initiative die Errichtung der Bettelwurfhütte beschlossen. Julius Pock, der in seinem Beruf als Uhrmacher viel reiste, beschäftigte sich auch mit der Kultur der deutschen Sprachinseln im Friaul und im Trentino. 1907 wurde ihm die Ehrenmitgliedschaft der Sektion Innsbruck des Alpenvereins verliehen. Julius Pock war verheiratet und hatte drei Kinder.
Nach Julius Pock sind der Pockkogel in den Stubaier Alpen und der Julius-Pock-Weg vom Frau-Hitt-Sattel auf die Vordere Brandjochspitze benannt.

## Erstbesteigungen (Auswahl)
Rumer Spitze (1867), Vordere Brandjochspitze (1867), Großer Lafatscher (1867), Kleiner Solstein (1867), Pockkogel (1876), Gaißkogel (1876), Sulzkogel (1878), Jakobsspitze (1880), Tagewaldhorn (1885), Jaufenspitze (1891)

## Werke
- Julius Pock: Deutsche Sprachinseln in Wälschtirol und Italien: mit besonderer Berücksichtigung der Enclaven Tischelwang, Sauris und Bladen. Wagner, Innsbruck 1892 (tessmann.it).
- Julius Pock: Die Sarnthaler Gruppe. In: Eduard Richter, Deutscher und Österreichischer Alpenverein (Hrsg.): Die Erschließung der Ostalpen. Band II. Verlag des Deutschen und Österreichischen Alpenvereins, Berlin 1894, S. 483–495.